# Jöchelspitze
Die Jöchelspitze, alternativ auch Jöchlspitze, ist ein 2226 m hoher Grasgipfel der Allgäuer Alpen im österreichischen Bundesland Tirol.

## Lage und Umgebung
Er ist der südlichste Gipfel in einem Seitenkamm des Hauptkamms der Allgäuer Alpen, der sich von der Hornbachspitze über den Großen Krottenkopf nach Süden ins Lechtal erstreckt. Er ist ein für das Allgäu typischer Steilgrasberg mit reicher Flora.

## Besteigung
Auf den Berg führen mehrere markierte Wege, am einfachsten ist er in rund anderthalb Stunden über den Botanischen Lehrpfad von der Bergstation der Lechtaler Bergbahn zu erreichen.

## Weblinks

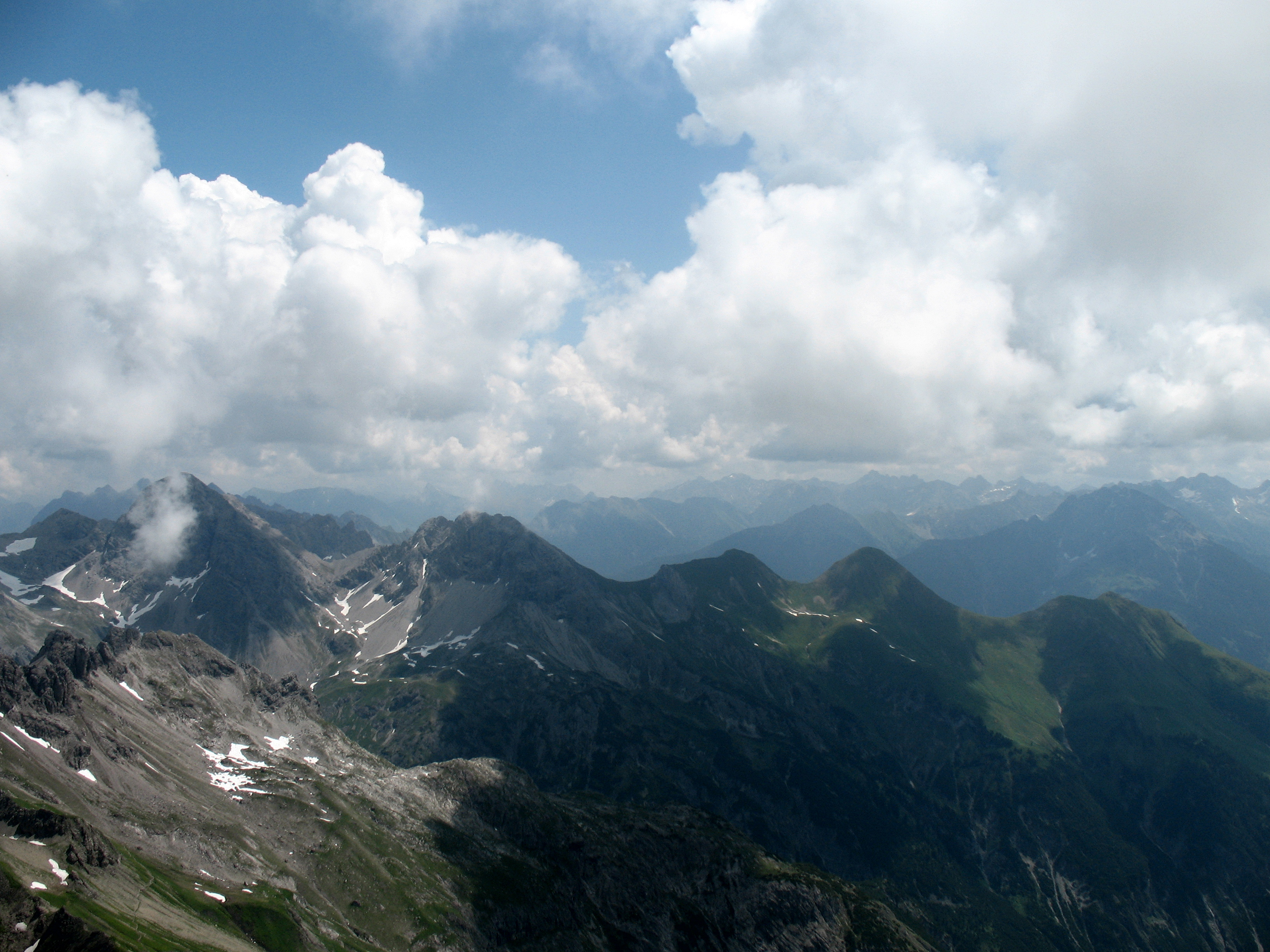
Seitenkamm zwischen Großem Krottenkopf und Jöchelspitze